# Lumbricillus curtus
Lumbricillus curtus är en ringmaskart som beskrevs av Kathryn Coates 1981. Lumbricillus curtus ingår i släktet Lumbricillus och familjen småringmaskar. Inga underarter finns listade i Catalogue of Life.